# Andromeda VIII
Andromeda VIII (And VIII / 8) – prawdopodobna karłowata galaktyka sferoidalna odkryta w sierpniu 2003 roku. Jest satelitą Galaktyki Andromedy (M31). Z uwagi na jej duże rozproszenie, jej odkrycie było utrudnione. Odkrycie spowodowała analiza przesunięcia ku czerwieni niektórych gwiazd w Galaktyce Andromedy, które posiadały różne prędkości niż gwiazdy w M31, a tym samym okazały się częścią innej galaktyki.
W 2006 pojawiły się wątpliwości, czy Andromeda VIII jest rzeczywiście galaktyką.